# Чемпионат мира по волейболу среди мужчин 1990
12-й чемпионат мира по волейболу среди мужчин прошёл с 18 по 28 октября 1990 года в трёх городах Бразилии (Рио-де-Жанейро, Бразилиа и Куритибе) с участием 16 национальных сборных команд. Чемпионский титул впервые в своей истории выиграла сборная Италии.

## Команды-участницы
Бразилия — страна-организатор;
США, СССР, Болгария, Куба, Франция, Аргентина, Чехословакия — по итогам чемпионата мира 1986 года;
Италия, Южная Корея, Канада, Венесуэла, Камерун — по итогам континентальных чемпионатов 1989 года;
Швеция, Нидерланды, Япония — по итогам мировой квалификации.

## Система проведения чемпионата
16 финалистов чемпионата мира на первом этапе разбиты на 4 группы. Победители групп напрямую выходят в четвертьфинал плей-офф. Команды, занявшие в группах 2-е и 3-е места, образуют 4 пары 1/8 финала, победители в которых также выходят в четвертьфинал. 5—8-е и 9—12-е места по системе плей-офф разыграли команды, проигравшие соответственно в 1/4 и 1/8 финала. 13—16-е места в круговом турнире разыграли команды, занявшие в предварительных группах последние места.

## Города и игровые арены
Соревнования прошли в игровых залах трёх городов Бразилии — Рио-де-Жанейро, Бразилиа и Куритибы.

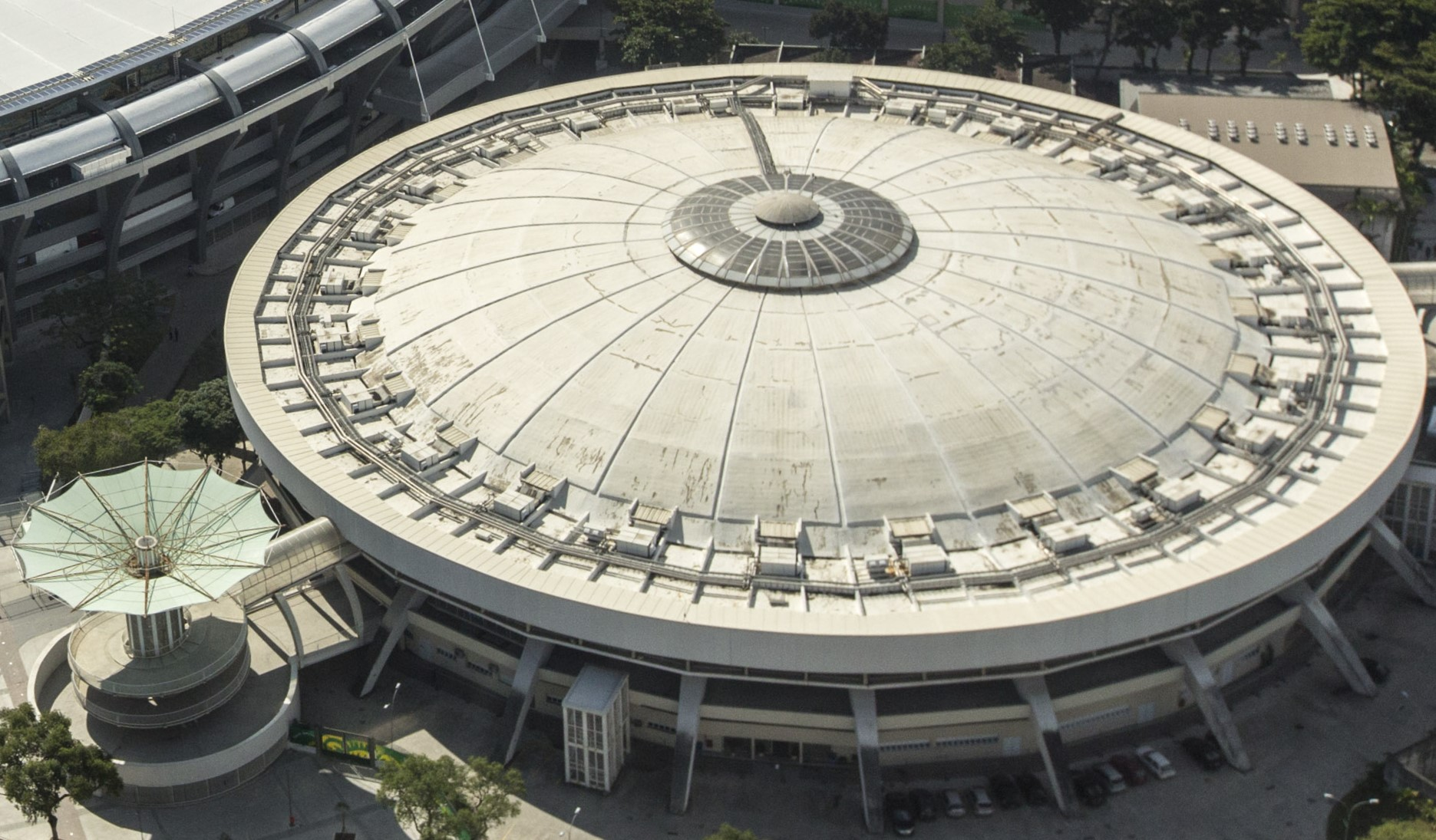
Рио-де-Жанейро.
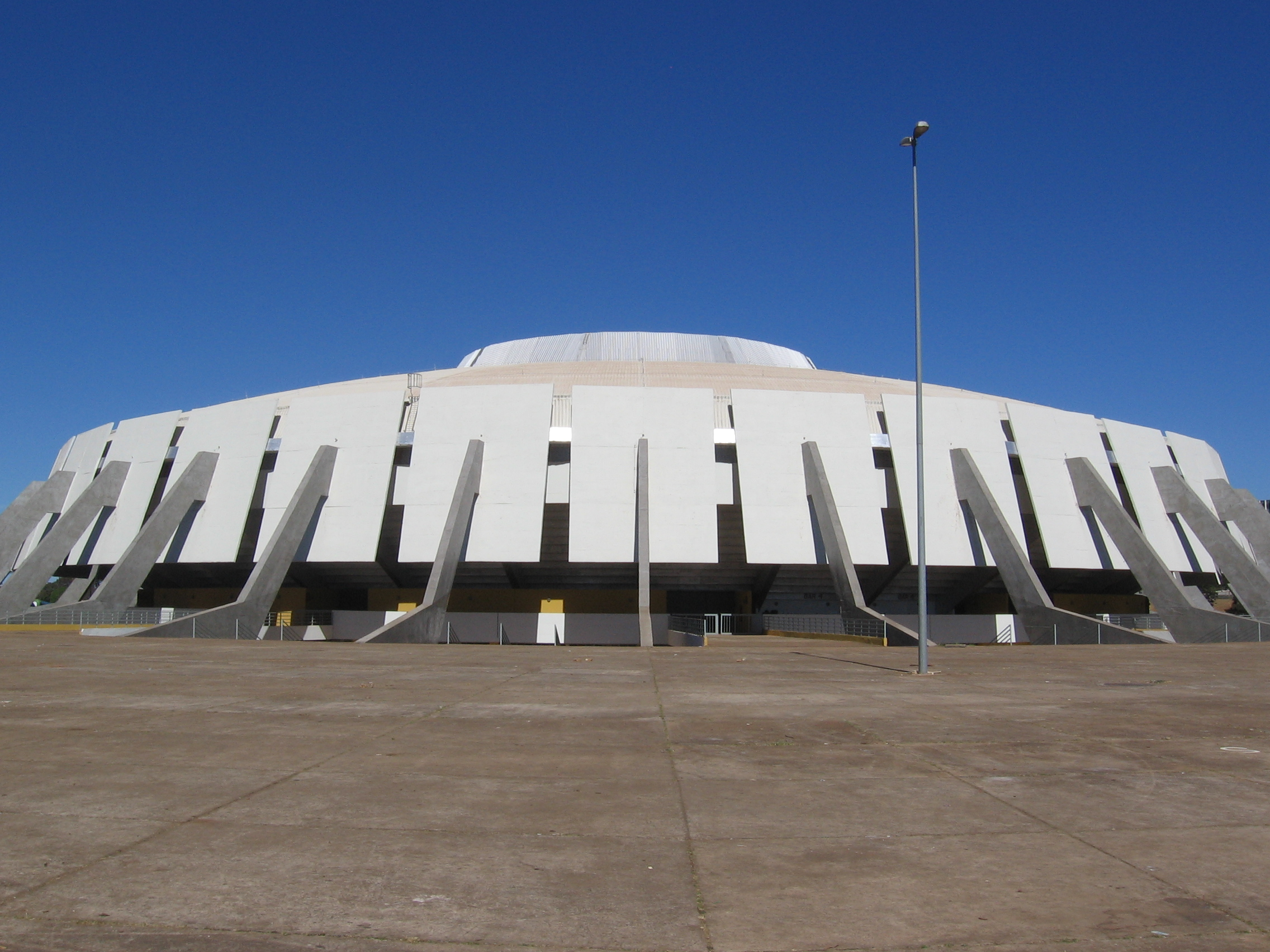
Бразилиа Ginásio Nilson Nelson

В спортивном комплексе «Мараканазинью» (порт. Ginásio do Maracanãzinho) прошли матчи группы «А» предварительного этапа, классификационные матчи и плей-офф (за 1—8 места) чемпионата. Построен в 1954, реконструирован в 1971 году. Вместимость трибун — 11800 зрителей.
- Бразилиа.

В «Ginásio Nilson Nelson» прошли матчи групп «B» и «D» предварительного этапа, 1/8 плей-офф и плей-офф за 9—12 места чемпионата. Арена построена в 1973 году. Вместимость трибун — 24300 зрителей.
- Куритиба.

В «Ginásio Tarumã» прошли матчи группы «C» предварительного этапа и классификационный раунд за 13—16 места чемпионата. Арена построена в 1965 году. Вместимость трибун — 4550 зрителей.
- Рио-де-Жанейро
Ginásio do Maracanãzinho
- Бразилиа
Ginásio Nilson Nelson

## Предварительный этап

### Группа A
Рио-де-Жанейро
| М | Команда      | 1   | 2   | 3   | 4   | И | В | П | С/П | О |
| - | ------------ | --- | --- | --- | --- | - | - | - | --- | - |
| 1 | Бразилия     |     | 3:2 | 3:0 | 3:0 | 3 | 3 | 0 | 9:2 | 6 |
| 2 | Швеция       | 2:3 |     | 3:2 | 3:1 | 3 | 2 | 1 | 8:6 | 5 |
| 3 | Чехословакия | 0:3 | 2:3 |     | 3:2 | 3 | 1 | 2 | 5:8 | 4 |
| 4 | Южная Корея  | 0:3 | 1:3 | 2:3 |     | 3 | 0 | 3 | 3:9 | 3 |

18 октября: Бразилия — Чехословакия 3:0 (15:7, 15:7, 15:9); Швеция — Южная Корея 3:1 (15:8, 15:11, 16:17, 15:10).
19 октября: Бразилия — Южная Корея 3:0 (15:8, 15:4, 15:7); Швеция — Чехословакия 3:2 (12:15, 15:9, 11:15, 15:4, 15:13).
20 октября: Бразилия — Швеция 3:2 (15:17, 16:14, 8:15, 16:14, 15:12); Чехословакия — Южная Корея 3:2 (15:11, 4:15, 15:11, 14:16, 15:11).

### Группа В
Бразилиа
| М | Команда    | 1   | 2   | 3   | 4   | И | В | П | С/П | О |
| - | ---------- | --- | --- | --- | --- | - | - | - | --- | - |
| 1 | Аргентина  |     | 3:0 | 3:0 | 3:0 | 3 | 3 | 0 | 9:0 | 6 |
| 2 | Нидерланды | 0:3 |     | 3:0 | 3:0 | 3 | 2 | 1 | 6:3 | 5 |
| 3 | Канада     | 0:3 | 0:3 |     | 3:1 | 3 | 1 | 2 | 3:7 | 4 |
| 4 | США        | 0:3 | 0:3 | 1:3 |     | 3 | 0 | 3 | 1:9 | 3 |

18 октября: Аргентина — Канада 3:0 (15:9, 15:11, 15:13); Нидерланды — США 3:0 (15:7, 15:12, 15:6).
19 октября: Канада — США 3:1 (15:13, 15:11, 15:17, 15:13); Аргентина — Нидерланды 3:0 (15:7, 15:3, 15:7).
20 октября: Нидерланды — Канада 3:0 (15:3, 15:9, 15:8); Аргентина — США 3:0 (15:3, 15:8, 15:7).

### Группа С
Куритиба
| М | Команда   | 1   | 2   | 3   | 4   | И | В | П | С/П | О |
| - | --------- | --- | --- | --- | --- | - | - | - | --- | - |
| 1 | СССР      |     | 3:0 | 3:0 | 3:0 | 3 | 3 | 0 | 9:0 | 6 |
| 2 | Франция   | 0:3 |     | 3:0 | 3:0 | 3 | 2 | 1 | 6:3 | 5 |
| 3 | Япония    | 0:3 | 0:3 |     | 3:0 | 3 | 1 | 2 | 3:6 | 4 |
| 4 | Венесуэла | 0:3 | 0:3 | 0:3 |     | 3 | 0 | 3 | 0:9 | 3 |

18 октября: Япония — Венесуэла 3:0 (15:6, 15:4, 15:8); СССР — Франция 3:0 (15:6, 15:10, 15:6).
19 октября: СССР — Япония 3:0 (15:10, 15:7, 15:1); Франция — Венесуэла 3:0 (15:11, 17:15, 15:8).
20 октября: Франция — Япония 3:0 (15:7, 15:11, 15:5); СССР — Венесуэла 3:0 (15:4, 15:2, 15:7).

### Группа D
Бразилиа
| М | Команда  | 1   | 2   | 3   | 4   | И | В | П | С/П | О |
| - | -------- | --- | --- | --- | --- | - | - | - | --- | - |
| 1 | Куба     |     | 3:0 | 3:2 | 3:0 | 3 | 3 | 0 | 9:2 | 6 |
| 2 | Италия   | 0:3 |     | 3:1 | 3:0 | 3 | 2 | 1 | 6:4 | 5 |
| 3 | Болгария | 2:3 | 1:3 |     | 3:0 | 3 | 1 | 2 | 6:6 | 4 |
| 4 | Камерун  | 0:3 | 0:3 | 0:3 |     | 3 | 0 | 3 | 0:9 | 3 |

18 октября: Италия — Камерун 3:0 (15:4, 15:3, 15:10); Куба — Болгария 3:2 (11:15, 8:15, 15:10, 15:11, 15:10).
19 октября: Куба — Камерун 3:0 (15:8, 15:9, 15:11); Италия — Болгария 3:1 (15:9, 15:5, 12:15, 15:12).
20 октября: Болгария — Камерун 3:0 (15:3, 15:5, 15:8); Куба — Италия 3:0 (15:13, 15:9, 15:8).

## Классификационный раунд за 13—16 места
Куритиба
| М  | Команда     | 13  | 14  | 15  | 16  | И | В | П | С/П | О |
| -- | ----------- | --- | --- | --- | --- | - | - | - | --- | - |
| 13 | США         |     | 3:0 | 3:1 | 3:1 | 3 | 3 | 0 | 9:2 | 6 |
| 14 | Южная Корея | 0:3 |     | 3:0 | 3:0 | 3 | 2 | 1 | 6:3 | 5 |
| 15 | Камерун     | 1:3 | 0:3 |     | 3:0 | 3 | 1 | 2 | 4:6 | 4 |
| 16 | Венесуэла   | 1:3 | 0:3 | 0:3 |     | 3 | 0 | 3 | 1:9 | 3 |

23 октября: Южная Корея — Камерун 3:0 (15:10, 15:2, 15:7); США — Венесуэла (15:5, 15:7, 14:16, 15:13).
24 октября: США — Южная Корея 3:0 (15:12, 15:9, 15:13); Камерун — Венесуэла 3:0 (15:4, 15:7, 15:13).
26 октября: США — Камерун 3:1 (15:9, 15:10, 10:15, 15:11); Южная Корея — Венесуэла 3:0 (15:8, 15:7, 15:8).

## Классификационные матчи
23 октября. Рио-де-Жанейро
Куба — Бразилия 3:2 (13:15, 16:17, 15:8, 15:8, 15:10).
Аргентина — СССР 3:2 (15:4, 7:15, 15:11, 13:15, 15:11).

## Плей-офф

### 1/8 финала
23 октября. Бразилиа
Франция — Канада 3:1 (15:3, 12:15, 17:15, 15:9)
Нидерланды — Япония 3:0 (15:4, 15:12, 15:3)
Болгария — Швеция 3:0 (15:7, 15:12, 15:10)
Италия — Чехословакия 3:0 (15:6, 16:14, 15:5)

### Четвертьфинал
26 октября. Рио-де-Жанейро
Куба — Нидерланды 3:2 (8:15, 15:10, 11:15, 17:15, 15:9)
СССР — Болгария 3:0 (15:12, 15:4, 15:11)
Бразилия — Франция 3:0 (15:8, 15:0, 15:9)
Италия — Аргентина 3:0 (17:15, 15:11, 15:13)

### Полуфинал за 1—4 места
27 октября. Рио-де-Жанейро
Италия — Бразилия 3:2 (6:15, 15:9, 15:8, 8:15, 15:13)
Куба — СССР 3:1 (7:15, 15:12, 15:9, 15:11)

### Полуфинал за 5—8 места
27 октября. Рио-де-Жанейро
Болгария — Нидерланды 3:2 (10:15, 15:11, 1:15, 15:10, 17:15)
Аргентина — Франция 3:0 (15:13, 16:14, 15:11)

### Полуфинал за 9—12 места
25 октября. Бразилиа
Чехословакия — Канада 3:2 (15:4, 15:11, 5:15, 5:15, 15:10)
Швеция — Япония 3:0 (15:10, 15:8, 15:11)

### Матч за 11-е место
26 октября. Бразилиа
Япония — Канада 3:2 (15:13, 15:13, 7:15, 10:15, 17:16).

### Матч за 9-е место
26 октября. Бразилиа
Чехословакия — Швеция 3:0 (15:9, 15:4, 15:7).

### Матч за 7-е место
28 октября. Рио-де-Жанейро
Нидерланды — Франция 3:1 (15:1, 8:15, 15:8, 15:7).

### Матч за 5-е место
28 октября. Рио-де-Жанейро
Болгария — Аргентина 3:2 (7:15, 14:16, 15:10, 15:12, 15:10).

### Матч за 3-е место
28 октября. Рио-де-Жанейро
СССР — Бразилия 3:0 (15:8, 15:8, 15:4).

### Финал
28 октября. Рио-де-Жанейро
Италия — Куба 3:1 (12:15, 15:11, 15:6, 16:14).

## Итоги

### Положение команд
| Италия        | 9. Чехословакия |
| Куба          | 10. Швеция      |
| СССР          | 11. Япония      |
| 4. Бразилия   | 12. Канада      |
| 5. Болгария   | 13. США         |
| 6. Аргентина  | 14. Южная Корея |
| 7. Нидерланды | 15. Камерун     |
| 8. Франция    | 16. Венесуэла   |

### Призёры
Италия: Андреа Анастази, Лоренцо Бернарди, Марко Браччи, Лука Кантагалли, Фердинандо Ди Джорджи, Андреа Гардини, Андреа Джани, Андреа Луккетта, Марко Мартинелли, Роберто Маскьярелли, Паоло Тофоли, Андреа Дзордзи. Главный тренер — Хулио Веласко.
  Куба: Хоэль Деспань, Идальберто Валдес, Ласаро Бельтран Рисо, Феликс Милан, Рауль Искьердо Диаго, Абель Сармьентос, Мануэль Торрес, Ласаро Марин Ортега, Родольфо Санчес, Фредди Брук Боан, Рикардо Вантес, Джовани Эрнандес. Главный тренер — Орландо Самуэльс.
  СССР: Ярослав Антонов, Игорь Рунов, Андрей Кузнецов, Юрий Чередник, Евгений Красильников, Виктор Сидельников, Дмитрий Фомин, Олег Шатунов, Руслан Олихвер, Александр Шадчин, Юрий Сапега, Игорь Наумов. Главный тренер — Вячеслав Платонов.

### Индивидуальные призы
MVP:  Андреа Луккетта
Лучший нападающий:  Рон Зверфер
Лучший блокирующий:  Димитр Тонев
Лучший на подаче:  Эдвин Бенне
Лучший в защите:  Маурисио Лима
Лучший связующий:  Рауль Диаго Искьердо
Лучший на приёме:  Лука Кантагалли